# Xã Bob Ward, Quận Crittenden, Arkansas
Xã Bob Ward (tiếng Anh: Bob Ward Township) là một xã thuộc quận Crittenden, tiểu bang Arkansas, Hoa Kỳ. Năm 2010, dân số của xã này là 982 người.